# داء الليشمانيات الحشوي
داءُ اللِّيشْمانِيَّاتِ الحَشَوِيّ المعروف أيضًا باسم الكالإزار، والحمى السوداء، وحمى دومدوم، (بالإنجليزية: Visceral leishmaniasis)، هو أشد أشكال داء الليشمانيات، ويرتبط بمعدل وفاة عالٍ بدون التشخيص والعلاج المناسبين. داء الليشمانيات هو مرض تسببه طفيليات بروتينية من جنس الليشمانيا. وهذا المرض هو ثاني أكبر قاتل طفيلي في العالم (بعد الملاريا)، مسؤول عن ما يُقدَّر بنحو 200,000 إلى 400,000 إصابة سنويًا في جميع أنحاء العالم.
يهاجر الطفيلي إلى الأعضاء الداخلية مثل الكبد والطحال (وبالتالي يُسمَّى «حشوي»)، ونخاع العظام، وإذا تُرك دون علاج، سوف يؤدي دائمًا تقريبًا إلى الوفاة. تشمل العلامات والأعراض الحمى وفقدان الوزن والتعب وفقر الدم وتضخم كبير في الكبد والطحال. ومما يثير القلق بوجهٍ خاص، وِفقًا لمنظمة الصحة العالمية، المشكلة الناشئة عن الإصابة المصاحبة بفيروس نقص المناعة البشرية / الإيدز.
.
داء الليشمانيات الحشوي هو أحد الأمراض المدارية المُهمَلة.

## العلامات والأعراض
تختلف الاستجابة لعدوى ليشمانيا دونوفاني كثيرًا، ليس فقط في القوة ولكن أيضًا في نوع رد الفعل المناعي للمريض. يُظهر الأشخاص الذين لديهم تاريخ من العدوى عن طريق سلالات من الليشمانيا التي تسبب داء الليشمانيات الحشوي سلسلة متصلة من الاستجابات المناعية من واقية إلى غير واقية. أولئك الذين حصلوا على حصانة واقية (اختبار الجلد الإيجابي) دون أن يكون لديهم داء الليشمانيات الحشوي لديهم استجابة قوية من النوع 1 لمستضدات الليشمانيا موجبة CD4. السمات المميزة للحصانة الواقية هي انتيرفيرون-غاما محدد المستضد والقدرة على قتل الليشمانيا داخل الخلايا. ولأن مرضى داء اللیشمانیات الحشوي یفتقرون إلی ھذه الاستجابات للیشمانیا وغیرھا من المستضدات، فإنھم یموتون عادة من الالتھابات الثانویة إذا تُركوا دون علاج. وبالإضافة إلى ذلك، زيادة إفراز إنترلوكين 10 هو سمة من سمات هذا المرض. تزيد إضافة إنترليوكين-12، ومضاد إنترلوكين-10، أو مضاد إنترلوكين-4 إلى خلايا الدم وحيدات النوى الطرفية من إفراز إنترفيرون غاما وانتشاره.
تشمل خلايا الدم أحادية النوى في دم المريض الخلايا التنظيمية CD8 + T التي تقلل من إفراز إترفيرون غاما واستجابات انتشار الليشمانيا وغيرها من المستضدات وزيادة إفراز إنتيرليوكين 10 عند إضافته إلى خلايا الدم وحيدات النوى الذاتية والتي تُحصَد بعد العلاج الناجح. وهكذا، فإن الخلايا التنظيمية CD8 + T تكثر الاستجابة المناعية المميزة لداء الليشمانيات الحشوي. ترتبط الخلايا التنظيمية CD8 + T أيضًا مع داء الليشمانيات الجلدي. إضافة إنترلوكين-12 أو إنترفيرون-غاما لا تمنع النشاط التنظيمي للخلايا CD8 + T. نادرًا ما يُعالج المرضى بنجاح من داء الليشمانيات الحشوي. وتظهر خلايا الدم وحيدات النوى المحيطية في الدم استجابة مختلطة ولكن لديها القدرة على قتل الليشمانيا داخل الخلايا.
عندما يُصاب الأشخاص بداء الليشمانيات الحشوي، فإن الأعراض الأكثر شيوعًا هي الحمى وتضخم الطحال، مع وجود تضخم في الكبد أحيانًا. لا يظهر سواد الجلد الذي أعطى المرض اسمه الشائع في الهند في معظم سلالات المرض، وأيضًا أعراض أخرى من السهل خلطها بالملاريا. التشخيص الخاطئ خطير، لأنه بدون العلاج المناسب يقترب معدل الوفيات للكالازار من 100٪. ليست ليشمانيا دونوفاني نفسها السبب المباشر للوفاة في مرضى الكالإزار، ولكن ينتشر الالتهاب الرئوي والسل والدوسنتاريا في كل مناطق انتشار داء الليشمانيات، وكما هو الحال مع الإيدز، فإن هذه العدوى الانتهازية أكثر احتمالًا لتسلل الوفاة عن طريق إضعاف جهاز المناعة. التقدم في المرض متغير للغاية، لكن يأخذ في أي مكان فترة من واحد إلى عشرين أسبوعًا، والمدة النموذجية للسلالة السودانية من المرض هي بين اثني عشر وستة عشر أسبوعًا.
حتى بعد الشفاء، لا تترك كالا-آزار المريض بلا آثار. ففي بعض الأحيان بعد العلاج الناجح -عادةً بضعة أشهر مع الكالإزار الأفريقي، أو ما يصل إلى عدة سنوات مع السلالة الهندية- ينشأ شكل ثانوي من المرض، يُدعى داء الليشمانيات الجلدي بعد كالا-آزار. تظهر هذه الحالة أولًا كآفات جلدية صغيرة تشبه القشرة على الوجه، والتي تزداد تدريجيًا في الحجم وتنتشر على الجسم. في نهاية المطاف قد تتجمع الآفات لتُشكِّل تشوه، وتورم يشبه الجذام، وأحيانًا تسبب العمى إذا انتشرت إلى العينين. (ويختلف هذا المرض عن مرض داء الليشمانيات الجلدي).

## العامل المُسبِّب
يؤدي نوعان من الليشمانيا إلى الشكل الحشوي للمرض. الأنواع التي توجد عادةً في شرق أفريقيا وشبه القارة الهندية هي ليشمانيا دونوفانية، والأنواع الموجودة في أوروبا وشمال أفريقيا وأمريكا اللاتينية هي ليشمانيا الرضع، المعروفة أيضًا باسم ليشمانيا شاغاسية.
ناقلات الحشرات هي أنواع من الفواصد من جنس الحشرات فراشيات المظهر في العالم القديم، ومن اللوتزوميات في العالم الجديد. الفواصد هي الذباب الصغير، وقياسها 3-6 ملم طول و1.5-3 ملم في القطر، توجد في المناطق الاستوائية أو المعتدلة في جميع أنحاء العالم. وتنمو اليرقات في مواد عضوية رطبة دافئة (مثل الأشجار القديمة أو جدران المنازل أو النفايات) مما يجعل من الصعب القضاء عليها.

### دورة الحياة

دورة الحياة في داء الليشمانيات.

تكتمل دورة حياة الليشمانيا في اثنين من المضيفين؛ البشر والفواصد. تمتص الأنثى البالغة الدم، وعادةً ما تتغذي ليلًا على الفريسة النائمة. عندما تلدغ الحشرة فردًا مُصابًا بالليشمانيا، يتم ابتلاع المرض مع دم الفرائس. الأوالي هي الشكل الأصغر ويُدعى لَيْشُمانة، وهي دائرية، وغير متحركة، وقطرها 3-7 ميكرومتر فقط. داخل معدة الفواصد، تتحول الليشمانة بسرعة إلى أشكال متمددة ومتحركة تُسمَّى المُشَيّقة. وهي مغزلية الشكل، وحجمها ثلاثة أضعاف حجم الليشمانة، ولها سوط واحد يسمح بالحركة. تعيش خارج الخلية في القناة الهضمية، وتتكاثر لاجنسيًا، ثم تهاجر إلى النهاية القريبة من القناة الهضمية حيث تصبح مستعدة للانتقال القِلسي (التقيؤي). وعندما تلدغ الحشرة، يتم إطلاق المشيقة من خرطوم الأنف وتتواجد موضعًا في موقع اللدغة.
بمجرد الدخول إلى المضيف البشري، تغزو المشيقة الخلايا البلعمية. وتتحول داخل الخلايا مرة أخرى إلى شكل ليشمانة أصغر. تتكاثر الليشمانات في الجزء الأكثر عدائية من الخلية البلعمية، اليحلول اليبلوعي (Phagolysosome)، والذي يكون قادرًا على منها عن طريق رد فعل الاستجابة الدفاعية. ولكن بعد التكاثر المتكرر، تقوم بتكسير الخلية المضيفة عن طريق الضغط الهائل للكتلة، ولكن هناك بعض التكهنات الأخيرة بأنها قادرة على مغادرة الخلية عن طريق تحفيز استجابة الإيماس (قذف الخلية لمحتوياتها) للخلايا البلعمية. ثم تنتقل الأوالي إلى خلايا جديدة أو من خلال مجرى الدم للعثور على مضيفين جدد. وبهذه الطريقة؛ تنتشر العدوى إلى نظام الخلايا البلعمية وحيدات النوى للمضيف، وخاصةً الطحال والكبد. ثم يتم تناول الليشمانات الحرة في الأنسجة الطرفية بواسطة الفواصد لتدخل دورة أخرى.

## التشخيص
المعيار الذهبي للتشخيص هو رؤية الليشمانات عند سحب عينة من الطحال أو نخاع العظام. وهذا إجراء صعب تقنيًا وغير متوفر في كثير من الأحيان في مناطق العالم التي يتوطن فيها داء الليشمانيات الحشوي.
غالبًا ما تُستخدم الاختبارات المصلية في المناطق التي يتوطن فيها داء الليشمانيات. قام تقييم كوكرين عام 2014 بتقييم مختلف الاختبارات التشخيصية السريعة. أعطى واحد منهم (اختبار المناعة rK39) نتائج إيجابية في 92٪ من الأشخاص الذين يعانون من داء الليشمانيات الحشوي وأعطى نتائج صحيحة، وكانت النتائج سلبية في 92٪ من الناس الذين لم يكن لديهم المرض. وأدى الاختبار السريع الثاني (الذي يُسمَّى اختبار تراص اللاتكس) إلى نتائج إيجابية صحيحة في 64٪ من الأشخاص المصابين بالمرض، وأعطى نتائج صحيحة سلبية في 93٪ من الأشخاص الذين ليس لديهم المرض. لم يتم دراسة أنواع أخرى من الاختبارات بدقة كافية للتأكد من فعاليتها.
اختبار غميسة K39 سهل الأداء، ويمكن تدريب العاملين الصحيين في القرى بسهولة على استخدامه. قد يتم تخزين هذه المجموعة في درجة الحرارة المحيطة ولا حاجة إلى نقل معدات إضافية إلى المناطق النائية. اختبار مضاد الليشمانيا DAT، مثالي في منظمة أطباء بلا حدود، أكثر تعقيدًا بكثير للاستخدام وليس لديه أي مزايا على اختبار K39.
هناك عدد من المشاكل مع الاختبارات المصلية: في المناطق شديدة التوطن، لن يطور المرض السريري أو يتطلب العلاج. في الواقع، قد يكون اختبار ما يصل إلى 32٪ من السكان الأصحاء إيجابيًا، ولكن لا يتطلب ذلك العلاج. على العكس من ذلك، لأن الاختبارات المصلية تبحث عن استجابة مناعية وليس عن الكائن الحي نفسه، لا يصبح الاختبار سلبيًا بعد الشفاء من المريض، فلا يمكن أن يُستخدم كفحص للعلاج، أو للتحقق من إعادة العدوى أو الانتكاس. وبالمثل، فإن المرضى الذين يعانون من أجهزة المناعة غير الطبيعية (مثل عدوى فيروس العوز المناعي البشري) لديهم اختبارات سلبية كاذبة.
وتشمل الاختبارات الأخرى التي يجري تطويرها اكتشاف حمض الإريثروساليسيليك.

## الوقاية
لا توجد لقاحات أو أدوية وقائية لداء الليشمانيات الحشوي. الطريقة الأكثر فعالية لمنع العدوى هي الحماية من لدغات الذبابة الرملية. ولتقليل خطر التعرض للَّدغ، تُقترح هذه التدابير التحوطية:
- في الهواء الطلق:

1. تجنب الأنشطة في الهواء الطلق، وخاصة من الغسق إلى الفجر، عندما يكون ذباب الرمال أكثر نشاطًا.
2. عندما تكون في الهواء الطلق (أو في أماكن غير محمية)، قللل تعرض الجلد دون غطاء. ارتدي قمصان طويلة الأكمام، وسراويل طويلة، وجوارب.
3. طبق طارد حشرات على الجلد المكشوف وتحت نهايات الأكمام والسراويل. اتبع التعلیمات الموجودة علی ملصق الطارد. والطارد الأكثر فعالية هو ذلك الذي يحتوي على الكيميائي DEET (ثنائي إيثيل ميتاتولواميد).
- في الداخل:

1. البقاء في مناطق مفحوصة جيدًا أو مكيفة الهواء.
2. ضع في اعتبارك أن ذباب الرمال أصغر بكثير من البعوض، وبالتالي يمكن أن يمر من خلال ثقوب أصغر.
3. انثر رذاذ مبيد الحشرات في مكان المعيشة والنوم لقتل الحشرات.
4. إذا كنت لا تنام في منطقة مفحوصة جيدًا أو مكيفة الهواء، استخدم شبكة السرير. وإذا كان ذلك ممكنًا، استخدم شبكة السرير التي تم رشها بالمبيدات الحشرية التي تحتوي على بيريثرويد. ويمكن تطبيق نفس المعاملة على الشاشات، والستائر، والملابس.
وفي شباط / فبراير 2012، أطلق معهد بحوث الأمراض المعدية غير الربحية تجربة سريرية على لقاح داء الليشمانيات الحشوي. اللقاح هو شكل مؤتلف من اثنين من بروتينات طفيليات الليشمانيا منصهرة مع عامل مساعد. يتم إجراء مرحلتين سريريتين على متطوعين أصحاء. الأولى تجري في واشنطن وتليها في الهند.

## العلاج
كما هو الحال مع العديد من الأمراض في الدول النامية (بما في ذلك داء المثقبيات والملاريا) يُفتقر العلاج الكيميائي الفعال بأسعار معقولة فتصبح الطفيليات أو ناقلات الحشرات مقاومة على نحو متزايد لأدوية مكافحة الطفيليات الموجودة. وقد تكون الأدوية الجديدة بطيئة في الغالب بسبب نقص العائد المالي، كما تكون الكثير من البحوث الأساسية في أهداف الأدوية المحتملة في الجامعات، بتمويل من المنظمات الخيرية. كما تعمل مبادرات تطوير المنتجات مثل مبادرات أدوية الأمراض المهملة على تطوير علاجات جديدة (العلاجات المشتركة والكيانات الكيميائية الجديدة) لداء الليشمانيات الحشوي.
العلاج التقليدي بالأنتيمونوم خماسي التكافؤ مثل ستيبوغلوكونات الصوديوم وأنتيمونيات ميغلومين. المقاومة الآن شائعة في الهند، فقد تبين أن معدلات المقاومة تصل إلى 60٪ في أجزاء من بيهار، في الهند.
العلاج المفضل لداء الليشمانيات الحشوي المكتسب في الهند الآن هو أمفوتريسين ب في مختلف المستحضرات الليبوسومية. في شرق أفريقيا، أوصت منظمة الصحة العالمية العلاج بستيبوغلوكونات الصوديوم والبارومومايسين التي وضعتها مبادرة الأدوية للأمراض المهملة في عام 2010.
ميلتيفوسين هو أول علاج عن طريق الفم لهذا المرض. نسبة الشفاء من ميلتيفوسين في المرحلة الثالثة من التجارب السريرية هي 95٪. وتبين الدراسات التي أُجريت في إثيوبيا أنها فعالة أيضًا في أفريقيا. في مرضى فيروس نقص المناعة البشرية المصابين بداء الليشمانيات المصاحب، اتضح أنه حتى في الحالات المقاومة، استجاب 2/3 المرضى لهذا العلاج الجديد. تمت الموافقة على ميلتيفوسين من قِبل السلطات التنظيمية الهندية في عام 2002، وفي ألمانيا في عام 2004 وفي الولايات المتحدة الأمريكية في عام 2014. وهو مسجل الآن في العديد من البلدان.
الآثار الجانبية الرئيسية للدواء هي اضطراب الجهاز الهضمي في اليوم الأول أو الثاني من العلاج (دورة العلاج 28 يومًا) والذي لا يؤثر على فعاليته. ولأنه متاح بصيغة عن طريق الفم، يتم تجنب نفقات المستشفى، ويصبح التوزيع الخارجي للدواء خَيَارًا، مما يجعل ميلتيفوسين الدواء الأمثل.
وقد اعتُبر العلاج غير الكامل السبب الرئيسي للوفاة بداء الليشمانيات الحشوي.
اعتمد المعهد غير الربحي لصحة العالم المضاد الحيوي واسع النطاق بارومومايسين لاستخدامه في علاج المرض. وتم التعرف على خصائصه المضادة للذهان أولًا في الثمانينات. يكلف العلاج بالبارومومايسين حوالي 15$. ووافقت الحكومة الهندية على بيع الباروموميسين في أغسطس/ آب 2006.

## علم الأوبئة

### الانتشار الجغرافي
ينتشر داء الليشمانيات الحشوي الناجم عن الليشمانيا الدونوفانية في شبه القارة الهندية وشرقي أفريقيا، ويُعتقد أن الإنسان هو المستودع الوحيد للطفيلي، بينما المرض الناجم عن الليشمانيا الطفيلية فينتشر في حوض البحر الأبيض المتوسط وأمريكا اللاتينية، ومستودع الطفيلي حيوانات من فصيلة الكلبيات.
تسهم ستة بلدان بأكثر من 90٪ من العبء العالمي لداء الليشمانيات الحشوي وهي: بنغلاديش والبرازيل وإثيوبيا والهند وجنوب السودان والسودان. في الهند، يتم الإبلاغ عن أكثر من 70٪ حالة من ولاية بيهار. إذ أن شمال بيهار، الهند (بما في ذلك أراريا، وبورنيا، و كيشانغانج) هي المنطقة المتوطنة لهذا المرض. المرض متوطن في إيران بما في ذلك أردبيل، وفارس، وخراسان الشمالية.
ولكن النطاق الجغرافي للمرض واسع، لذا فهو ليس متواصلًا. يتجمع المرض حول مناطق الجفاف والمجاعة والكثافة السكانية العالية. في أفريقيا، كان هذا يعني عقدة من مراكز العدوى في الغالب في السودان وكينيا والصومال.

## التاريخ
كان أول انتباه لأطباء الغرب إلى كالا آزار في عام 1824 في جيسور بالهند (الآن بنغلاديش)، حيث كان يُعتقد في البداية أنه شكل من أشكال الملاريا. أُعطي اسم كالا-آزار وهو مشتق من كالا، تعني الأسود في اللغة السنسكريتية، وكذلك اللغات المنحدرة منه، بما في ذلك الأسامية، والهندية والأردية؛ وكلمة آزار تعني الحمى في الفارسية والهندوستانية؛ يسمى المرض على هذا النحو لأنه يسبب اسوداد الجلد على الأطراف والبطن الذي هو أحد أعراض الشكل الهندي من المرض . كما تم عزل مسبب المرض لأول مرة في الهند من قِبل الطبيب الاسكتلندي ويليام ليشمان (الذي لاحظ الطفيلي في مسحات الطحال من جندي مات من المرض في دومدوم، كالكوتا، الهند (ومن هنا كان اسم حمى دومدوم) والطبيب الأيرلندي تشارلز دونوفان، عملا بشكل مستقل عن بعضها البعض. كما نشرا اكتشافهما في وقتٍ واحد تقريبا، فسُمِّيَ نسبةً لكل منهما - ليشمانيا دونوفانية.
اليوم، يُستخدم اسم كالا-أزار بالتبادل مع الاسم العلمي داء الليشمانيات الحشوي لأكثر أشكال الحادة من المرض الذي تسببه ليشمانيا دونوفاني. هذا المرض مستوطن في ولاية البنغال الغربية، حيث تم اكتشافه لأول مرة، ويُرى على أنه الأكثر فتكًا في شمال وشرق أفريقيا. ويمكن أيضًا تواجدهفي جميع أنحاء العالم العربي وجنوب أوروبا (حيث الكائن المسبب هو ليشمانيا الرضع).
في السودان، حيث استمرت الحرب الأهلية منذ عام 1983، تركزت أعمال العنف في الجنوب الأكثر اكتظاظًا بالسكان، وتركز الكالإزار هناك أيضًا. لكن الحروب دفعت دفق مستمر من اللاجئين خارج المنطقة، وسافروا إما عبر الحدود الجنوبية أو إلى الجزء الغربي البعيد من البلاد يُدعَى أعالي النيل، حيث لا يوجد الحرب ولا المرض.
وهؤلاء اللاجئون، الذين تحركوا بسرعة فائقة، حملوا المرض معهم، وعندما وصلوا إلى أعالي النيل بقوة مماثلة للجدري الذي أصاب الهنود الأمريكيين. ولم يتمكن الأشخاص المعزولون في أعالي النيل من الحصول على الأدوية أو التعليم عن المرض الجديد فيما بينهم. والأسوأ من ذلك، أن أجهزة المناعة لديهم فشلت ضد هذا المرض الجديد. وقد تركت إحدى القرى في وسط الوباء أربعة ناجين من أصل ألف نسمة، ومن أواخر الثمانينيات إلى منتصف التسعينيات، استسلم ما مجموعه 000 100 شخص للمرض في تلك المنطقة وحدها. على حد تعبير جيل سيمان، الطبيب الذي قاد جهود الإغاثة في أعالي النيل لمنظمة أطباء بلا حدود الفرنسية، «أين يمكن في العالم الآخر أن يموت 50٪ من السكان دون أن يعلم أحدهم؟»
تم ترشيح الطبيب الهندي أوبيندرا ناث براهماكاري لجائزة نوبل في علم وظائف الأعضاء أو الطب في عام 1929 لاكتشافه أوريستيبامين (مركب أنتيموني لعلاج الكالإزار) ومرض جديد، مرض داء الليشمانيات الجلدي بعد الكالإزار. كان علاج براهمكاري لداء الليشمانيات الحشوي ملح اليوريا من حمض ستيبنيك الأميني والفينيل الذي أطلق عليه اسم اليوريا ستيبامين.

## البحث
يجري حاليًا التحقيق في علاجات دوائية مركبة، ولا سيما مبادرة أدوية الأمراض المهملة، تسمح العلاجات المركبة باستخدام جرعات أقل لكل دواء، مما يساعد على تقليل حدوث الآثار الجانبية الشديدة وسمية الدواء، فضلًا عن خطر تطوير المقاومة ضد الأدوية. فقد تبين أنها استراتيجيات فعالة من حيث التكلفة. وتشير نماذج التناظر المقارن للأنزيم هبوسانتين-غوانين فوسفهريبوسيل ترانسفيراز في ليشمانيا دونوفاني إلى أن بين بنتاميدين، و1،3-دينيتروادامانتان، والأسيكلوفير ونظائر الأسيكلوفير كان له ارتباطات ملزمة أعلى من الركيزة الحقيقية (غوانوسين مونوفوسفهات).
لا يزال هناك نقص كبير في خط تطوير العقاقير، ومن غير المتوقع الموافقة على أي أهداف جديدة للأدوية في السنوات الخمس المقبلة. وفي الوقت نفسه، يجري حاليًا وضع علاجات جديدة، فضلًا عن إدخال تحسينات على الأهداف الحالية للأدوية. وقد ثبت أن الجرعة الأحادية من الأمفوتيريسين ب تكون فعالة، ويجري أيضًا وضع تركيبات فموية لزيادة إمكانية الوصول وتسهيل توزيع الدواء الفعال في هذا المجال.